# Mohammed Bin Hammam
Mohammed Bin Hammam, né le 8 mai 1949 à Doha au Qatar, était d'août 2002 jusqu’à 2011 le président de la Confédération asiatique de football. Zhang Jilong lui a succédé. 

## Biographie
Mohammed Bin Hammam est membre du comité exécutif de la FIFA de 1996 à 2011. Candidat à la présidence de la FIFA en 2011, il est suspecté d’avoir distribué des enveloppes d'argent aux délégués caribéens en congrès à Trinité-et-Tobago afin d'obtenir leurs voix lors du vote. Des dénonciations de Chuck Blazer, alors secrétaire général de la CONCACAF entraîneront la suspension à vie du Trinidanien Jack Warner, président de la CONCACAF. Mohammed Bin Hammam est reconnu coupable le 23 juillet 2011 d’achat de voix par le comité d’éthique de la Fédération internationale de football et est banni à vie de la FIFA et de toutes les activités liées au football.
Faisant appel de cette condamnation en première instance devant le Tribunal arbitral du sport (TAS), le TAS annule sa suspension, faute de « charges suffisantes ». Cependant en décembre 2012, il est définitivement banni à vie par la FIFA, au nom de malversations au sein de la confédération asiatique.